# ألان باريت
ألان باريت (بالإنجليزية: Alan Barrett)‏ هو مصمم أزياء تقليدية بريطاني، ولد في 1938 في ولفرهامبتن في المملكة المتحدة، وتوفي في 26 أغسطس 1991.

## وصلات خارجية
- ألان باريت على موقع IMDb (الإنجليزية)
- ألان باريت على موقع قاعدة بيانات الفيلم (الإنجليزية)